# Heliconia caquetensis
Heliconia caquetensis är en enhjärtbladig växtart som beskrevs av Abalo och G.Morales. Heliconia caquetensis ingår i släktet Heliconia och familjen Heliconiaceae. Inga underarter finns listade.